# Tannois
Tannois ist eine französische Gemeinde mit 389 Einwohnern (Stand: 1. Januar 2022) im Département Meuse in der Region Grand Est (bis 2015 Lothringen). Sie gehört zum Arrondissement Bar-le-Duc, zum Kanton Ancerville und zum 2016 gegründeten Gemeindeverband Bar-le-Duc Sud Meuse.

## Geografie
Die Gemeinde wird im Norden vom Rhein-Marne-Kanal durchquert. Umgeben wird Tannois von den Nachbargemeinden Longeville-en-Barrois im Nordwesten und Norden, Silmont im Nordosten, Guerpont im Osten, Nant-le-Grand im Süden sowie Montplonne im Westen.

## Namensherkunft
Der Name geht auf das gallische Wort „Tanno“ zurück, das in etwa „grüne Tanne“ bedeutet.

## Bevölkerungsentwicklung
| Jahr                       | 1962 | 1968 | 1975 | 1982 | 1990 | 1999 | 2006 | 2011 | 2019 |
| Einwohner                  | 519  | 482  | 455  | 409  | 424  | 424  | 401  | 393  | 414  |
| Quellen: Cassini und INSEE |      |      |      |      |      |      |      |      |      |

## Sehenswürdigkeiten
- Kirche Saint-Martin
- Château von Tannois
- Kriegerdenkmal
- Schleusen des Rhein-Marne-Kanals

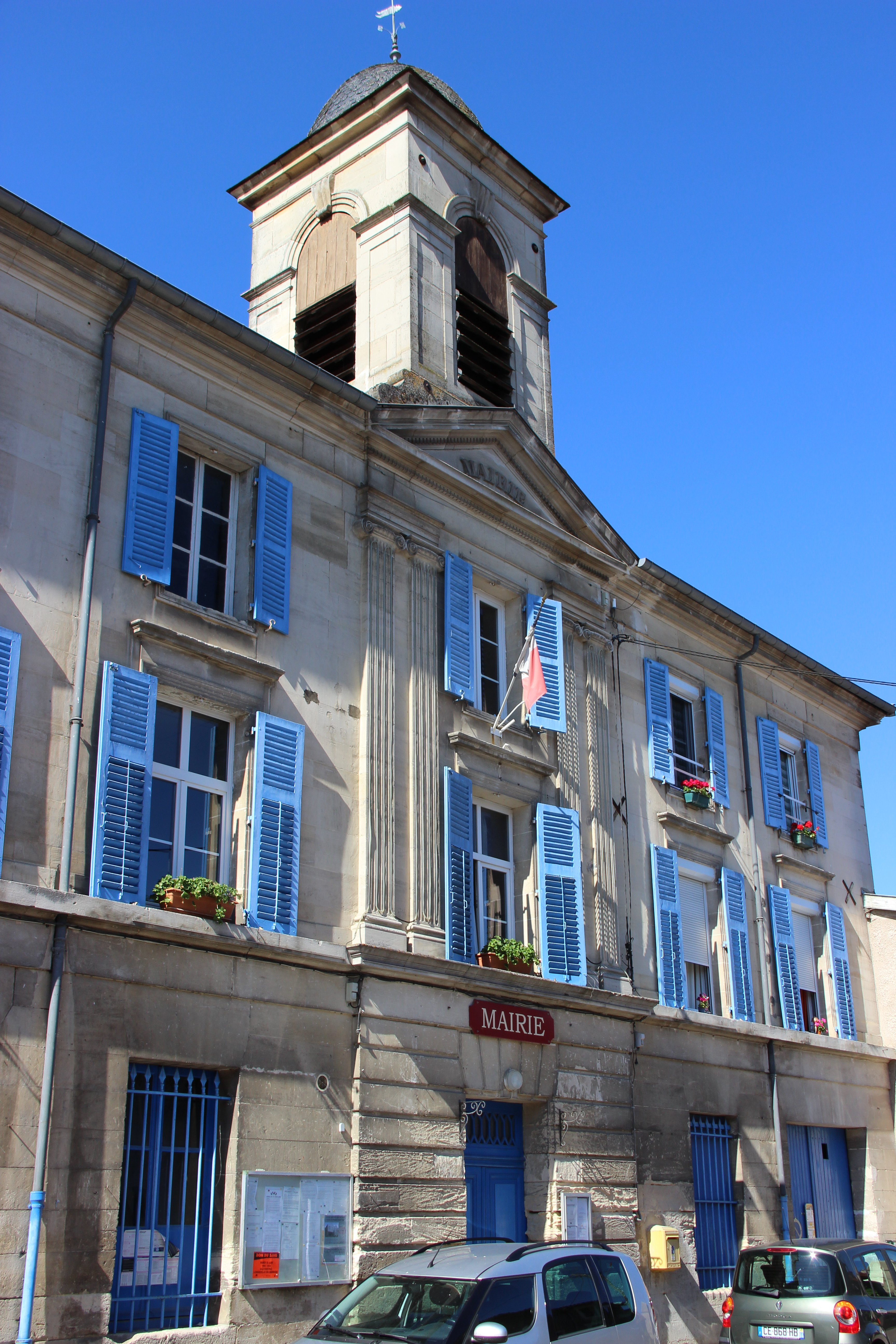
Rathaus (Mairie) von Tannois
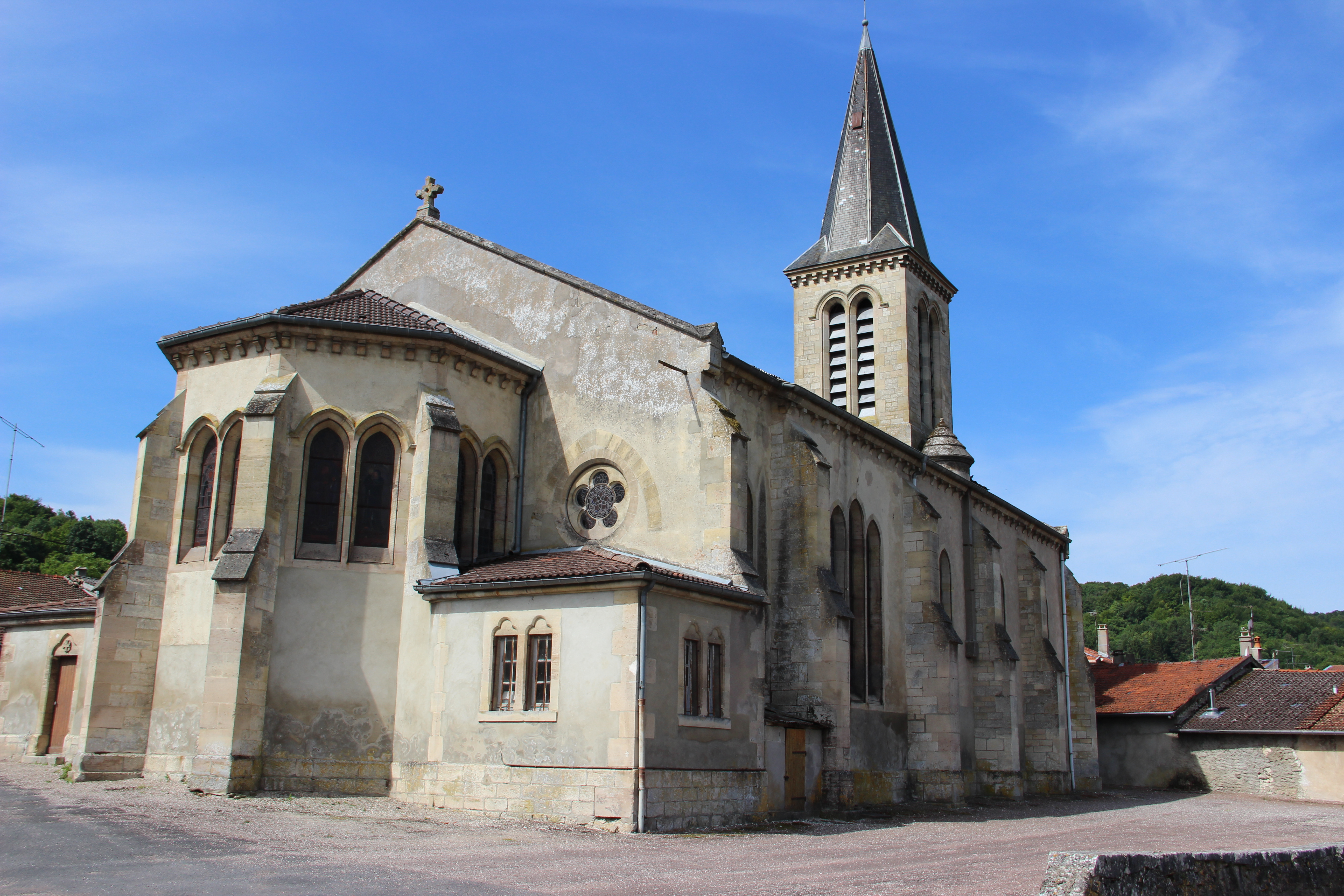
Kirche Saint-Martin
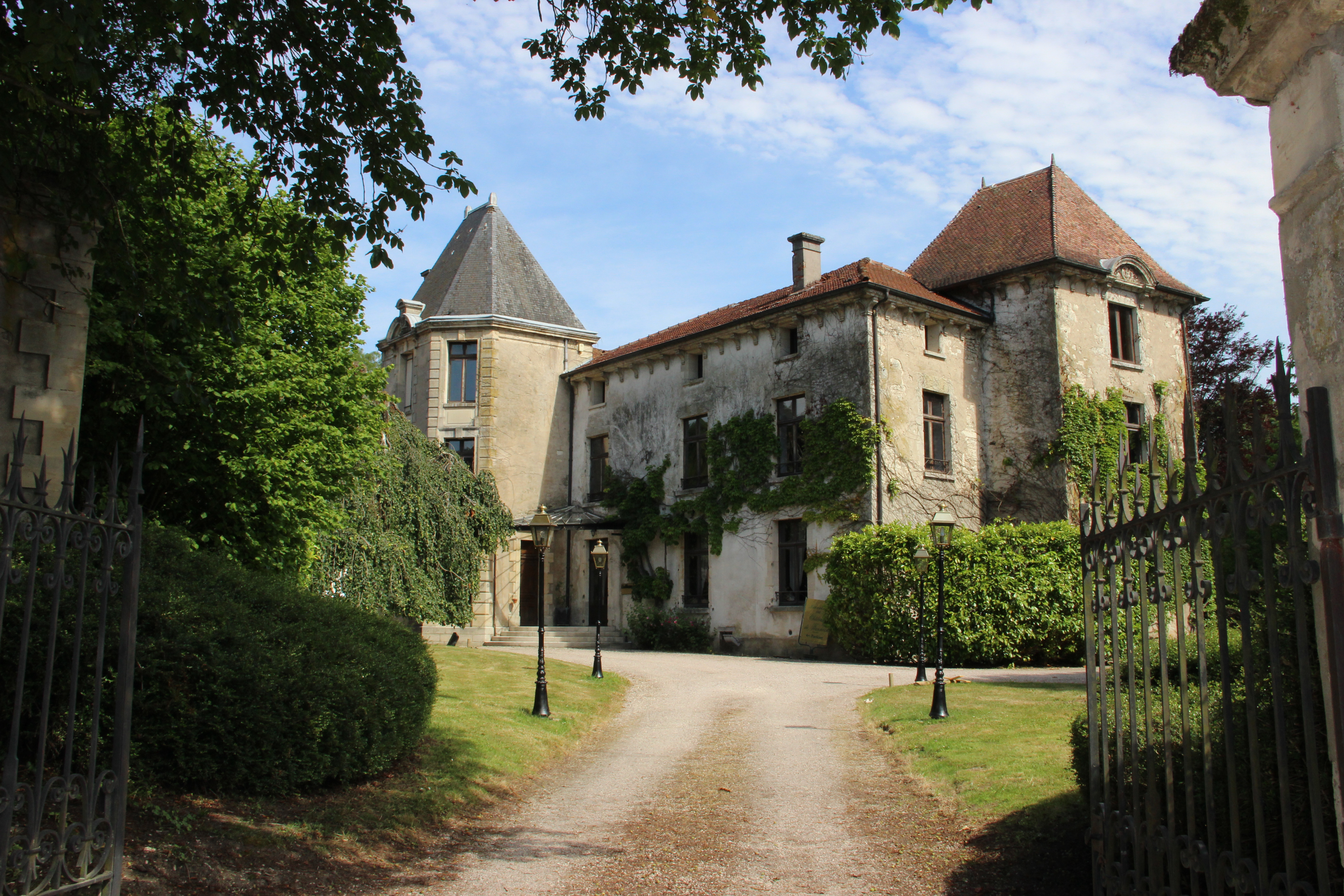
Château von Tannois
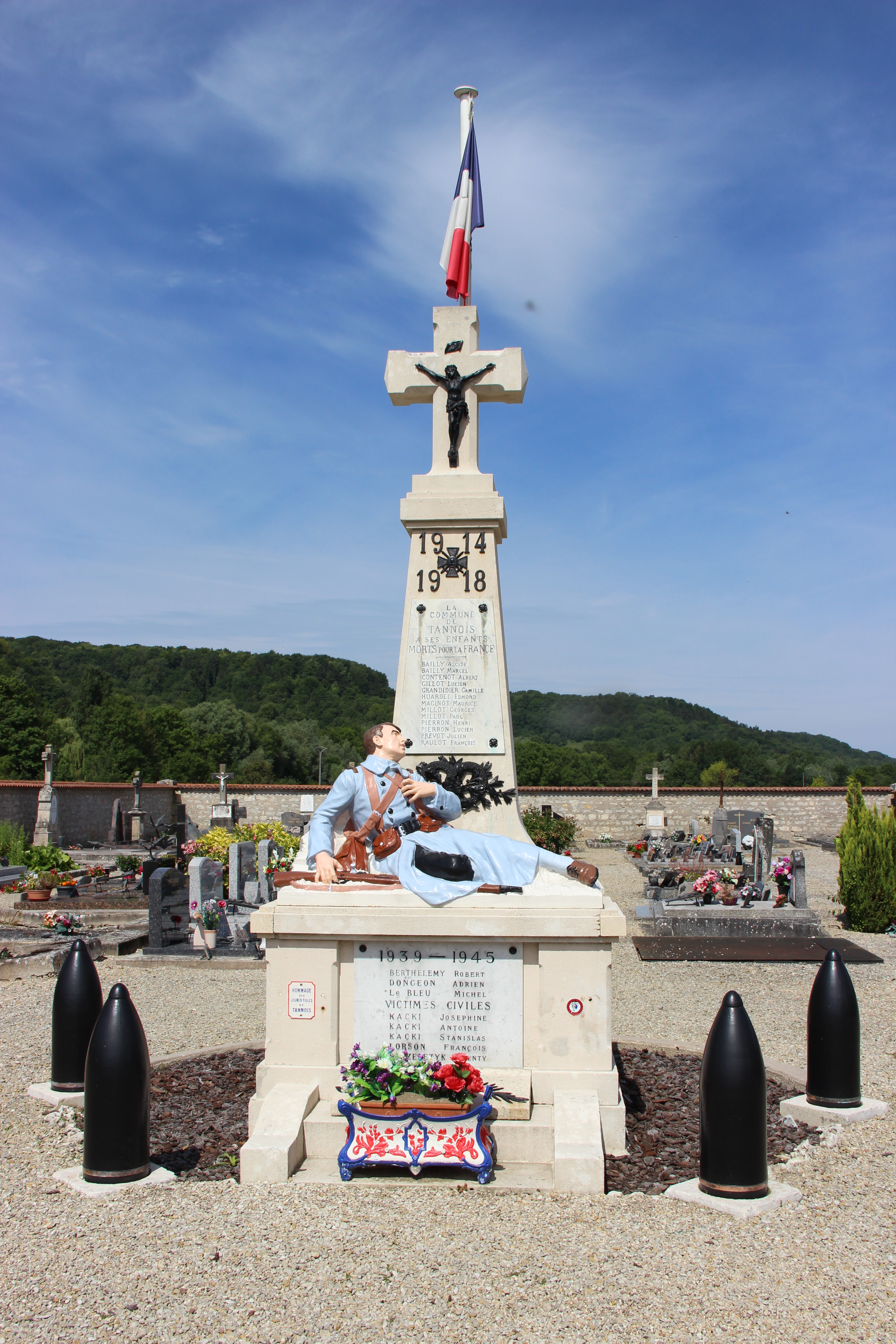
Denkmal für die Kriegstoten
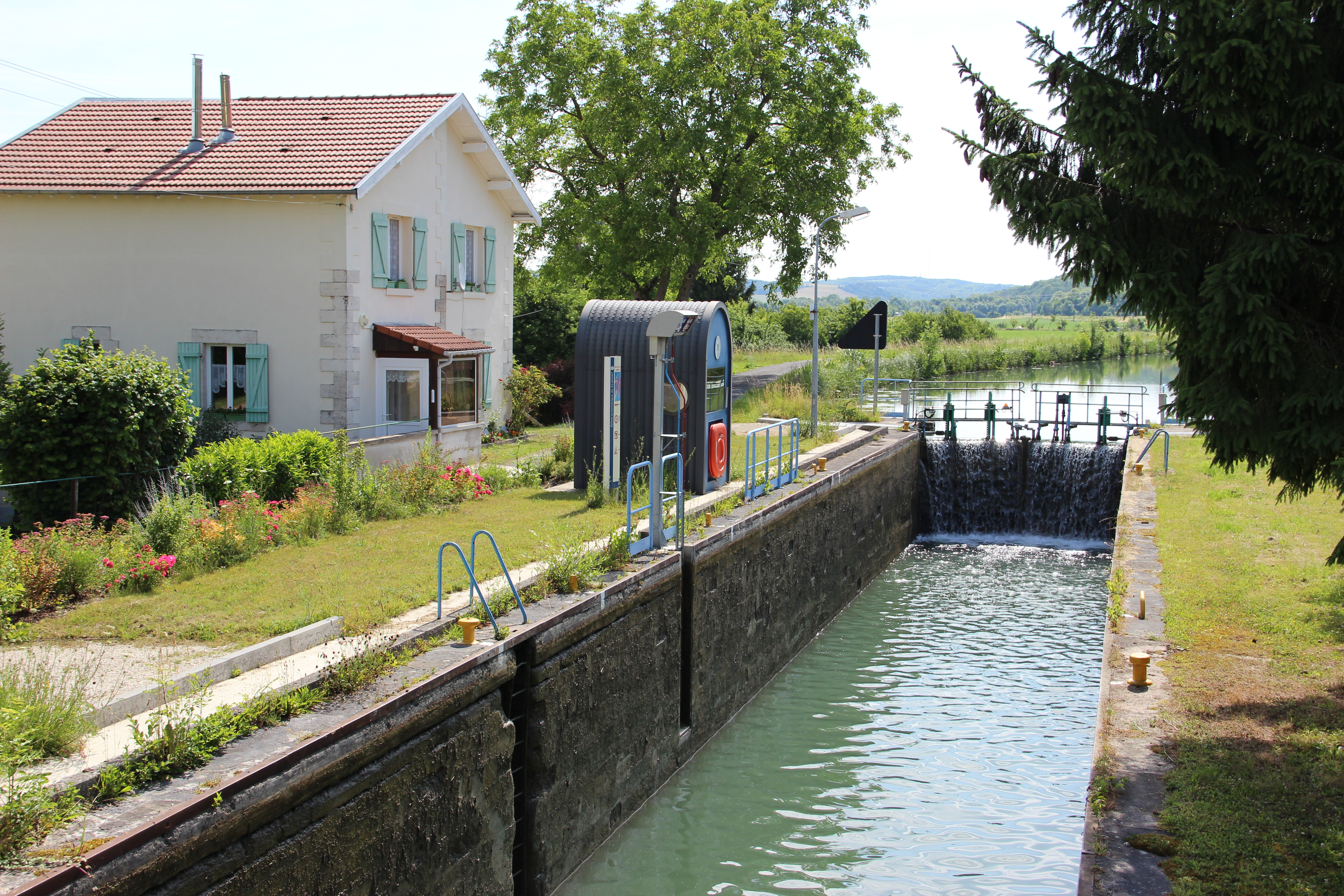
Schleuse am Rhein-Marne-Kanal